# Bobo (黑熊)

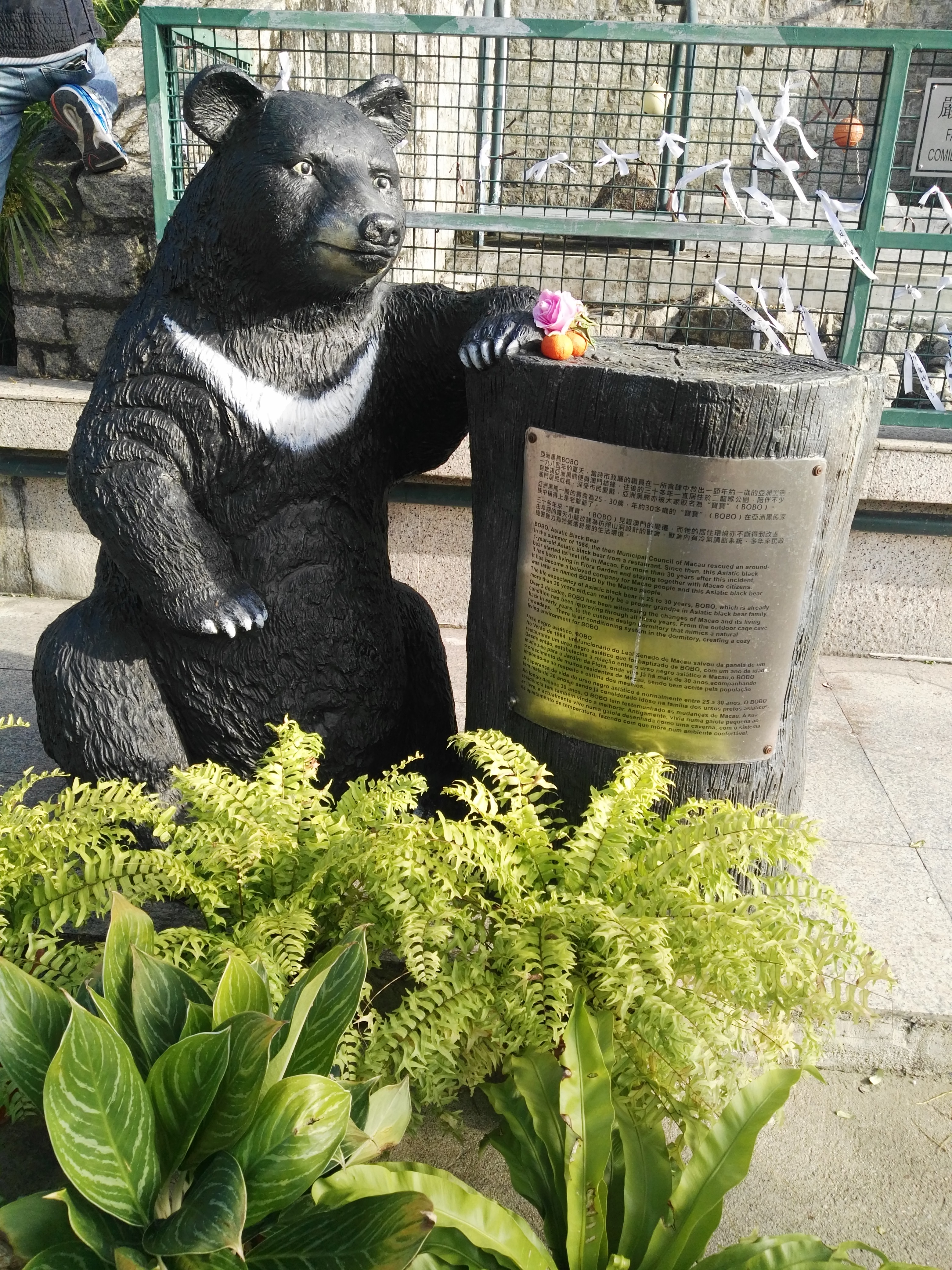
Bobo像

BoBo（1983年—2018年11月20日）是一隻飼養於澳门二龍喉公園的亞洲黑熊，1985年被救出於澳門一間食肆。他在2018年健康狀況轉差，于2018年11月20日早上约11时离世。当天，澳门民政总署宣布于二龙喉公园亚洲黑熊活动场外设置悼念区域。
亚洲黑熊属濒危动物，一般寿命为30岁，Bobo达到了35岁高龄。

## 争议
澳門民政總署在2018年11月24日宣佈计划与深圳专家合作将BoBo於兩周內制成标本，同時建动物标本展示博物馆，推广科普教育。12月1日下午，澳门的7个动物保护团体来到二龍喉公園，举行纪念集会和收集签名，反对将BoBo制成标本。
2021年6月中旬起，bobo的標本與於路環的打纜街的澳門動物標本展示館作長期展示，BOBO分別制成剝製標本和骨骼標本，設有亞洲黑熊和BOBO文字簡介，以及顯示屏循環播放BOBO生前影片。